# Доведена невинність
«Доведена невинність» (англ. Proven Innocent) — американський телесеріал, який транслювався на каналі FOX з 15 лютого 2019 року, заключна серія сезону вийшла 10 травня 2019 року. 11 травня 2019 року канал FOX закрив телесеріал після першого сезону. 

## Сюжет
Підліток Мадлен Скотт рано випробувала на собі помилки правосуддя, коли її з братом несправедливо засудили за вбивство. Уже доросла героїня-юрист вирішує боротися з таким правовим свавіллям і відстоює сторону тих людей, чиї справи викликають сумніви. Природно, у Мадлен з'являються противники, найголовніший з яких — окружний прокурор, який колись посадив її за ґрати.

## Цікаві факти
- Ідея серіалу натхненна реальними випадками неправомірних засуджень у США та діяльністю організацій, які борються за виправдання невинних. Це підкреслює соціальну актуальність проєкту.[1]

- Головна акторка Рашель Лефевр, яка зіграла Мадлен Скотт, відзначила, що роль була емоційно складною, адже вона зображує людину, яка пережила тривале ув’язнення і бореться за справедливість.[2]

- Серіал отримав змішані відгуки критиків, які похвалили сюжет та акторську гру, але критикували деякі сюжетні кліше та недостатній розвиток другорядних персонажів.[3]

- Після закриття серіалу фанати влаштували онлайн-кампанію з проханням продовжити шоу, що свідчить про його популярність серед певної аудиторії.[4]

## У ролях

### Основний склад
- Рашель Лефевр — Мадлен Скотт, адвокатка, що спеціалізується на неправомірних обвинувальних вироках; провела десять років у в'язниці за звинуваченням в убивстві своєї найкращої подруги Розмарі, якого не скоювала; під час відбування покарання заочно закінчила Єльський університет.
  - Клер О'Коннор — юна Мадлен Скотт.
- Рассел Горнсбі — Ей Зі / Езекіель Будро, єдиний із 2736 адвокатів, який взявся за справу Мадлен Скотт і її брата; потім — старший партнер її юридичної фірми.
- Ніккі М. Джеймс — Вайолет Белл, піар-консультантка фірми, ведуча подкасту.
- Вінсент Картайзер — Боді Квік, старший детектив фірми, досвідчений слідчий.
- Райлі Сміт — Леві Скотт, брат Мадлен, залежний від оксикодону внаслідок пережитого у в'язниці.
- Келсі Греммер — Гор Беллоуз, прокурор округа Кук у штаті Іллінойс, відомий численними поверхневими розслідуваннями та помилковими засудженнями, включаючи справу сестри та брата Скотт; частий опонент Мадлен у суді.

### Другорядний склад
- Елейн Гендрікс — Сьюзен Ендрюс, скандальний репортер, пов'язаний із кампанією Беллоуза.
- Лорі Голден — Грета Беллоуз, дружина окружного прокурора, затятий ворог Мадлен.
- Кейтлін Менер — Гізер Гаус (уроджена Дупінськи), родичка загиблої Розмарі Лінч, яка вірить у вину Мадлен та разом із чоловіком провокує її та Леві.
- Тембі Лок — Ванесса Дейл.
- Тіффані Дюпон — Ніккі Руссо, офіцер поліції та коханка Боді, яка іноді надає допомогу фірмі Скотт.
- Кетрін Лідстоун — Ізабель Санчес, молода прокурорка, віддана помічниця Беллоуза, із дуже темною життєвою історією.
- Кендіс Кокс — Рен Грант, подружка-лесбійка Мадлен, сусідка по в’язниці.
- Джеффрі Нордлінг — Рік Зан на прізвисько Раві, літер культу, ґвалтівник і головний спонсор кампанії Беллоуза.